# Colobothea hirtipes
Colobothea hirtipes är en skalbaggsart som först beskrevs av Degeer 1775.  Colobothea hirtipes ingår i släktet Colobothea och familjen långhorningar.
Artens utbredningsområde är:
- Guyana.
- Surinam.

Inga underarter finns listade i Catalogue of Life.